# Civilisation des oppida
Objets typiques
Murus gallicus : fortification typique des murs d'enceinte des oppida
La civilisation des oppida est une civilisation celte qui s'est développée en Europe centrale et occidentale au cours des IIe et Ier siècles av. J.-C., soit à la veille de la guerre des Gaules. La chronologie de ce « phénomène » d'urbanisation peut être très probablement étendue au IIIe siècle av. J.-C.,.

## Présentation
Le terme a été forgé par l'archéologue français Joseph Déchelette, pour définir l'unité culturelle des peuples celtes sur le continent européen, sur un territoire allant du sud de l'Angleterre à l'Europe centrale. Il désigne des sites fortifiés de hauteur édifiés par des groupes humains qu'ils protègent et qu'ils définissent comme unités et comme maîtres d'un territoire. Pour établir cette notion, l'archéologue s'est appuyé sur les mobiliers mis en évidence lors des fouilles conduites sur les oppida de Bibracte, de Manching, de Stradonice (de) — situé dans la ville éponyme, en Bohême-Centrale — et de Velem-Szentvid (de) en Hongrie,. La notion de civilisation des oppida a ensuite été relayée par l'archéologue tchécoslovaque Jan Filip dans les années 1950,.
Cette phase d'urbanisation a été précédée d'agglomérations ouvertes et il apparaît « clairement que certains oppida mentionnés par César ne sont que des bourgades ouvertes ».

## Histoire

### Contexte
À partir du IIIe siècle av. J.-C., les populations celtiques d’Europe centrale et occidentale entrent en contact régulier avec Rome, que ce soit par le commerce, les alliances militaires ou les conflits. Dans la Gaule cisalpine, après la soumission des Insubres et des Boïens, la fondation de colonies romaines (Bononia en 189 avant l’ère commune, Mutina et Parma en 183 avant l’ère commune) et la construction de la via Æmilia consolident la présence romaine. En 181 avant l’ère commune, la création du port d’Aquilée ouvre aux échanges romains la route de l'ambre reliant la Baltique à l’Adriatique.
Au milieu du IIe siècle av. J.-C., la confédération du Norique émerge en Europe centrale, réputée pour sa production de fer et ses ressources aurifères. Dans le sud de la Gaule, Marseille fait l'objet d'une intervention militaire romaine en 154 avant l’ère commune qui annexe les territoires environnants. Une seconde campagnes en 125 avant l’ère commune et la fondation de la colonie d'Aquae Sextiae pousse les Arvernes et les Allobroges à attaquer Rome. L'armée de Bituitos est écrasée en deux batailles en 121 avant l’ère commune et une bonne partie des territoires est annexée, menant à la fondation de la Gaule narbonnaise.  Les grands mouvements de peuples, comme la guerre des Cimbres et des Teutons à la fin du IIe siècle av. J.-C., marquent cette période et contribuent à remodeler les équilibres régionaux. 

### Apparition des oppida
Les premières interprétations attribuaient la naissance des oppida à deux événements majeurs : la création de la province de Narbonnaise et les incursions germaniques de la fin du IIe siècle av. J.-C. Les villes romaines auraient servi de modèle, tandis que la menace extérieure aurait incité les populations à se regrouper sur des sites fortifiés. Les recherches archéologiques récentes nuancent cette vision : des indices textuels et matériels montrent l’existence d’agglomérations et d'oppida plus anciennes, associées à la structuration des communautés sur un territoire défini.
Les fouilles effectuées sur les oppida d'Europe centrale témoignent de l'antériorité de la phase initiale par rapport à l'occupation romaine de la Narbonnaise. Le processus de la naissance des oppida celtiques est un processus long qui constitue l'aboutissement d'une mutation de l'organisation sociale et débute au IIIe siècle av. J.-C. avec une forte expansion de son réseau durant le IIe siècle av. J.-C.. Ces sites n'ont pas seulement un rôle défensif, mais se situent sur des axes commerciaux importants et jouent un rôle d'étape sur leur tracé.
Les oppida de Bohême sont les mieux étudiés, notamment l'oppidum de Zavist dont le site initialement abandonné vers la fin du Ve siècle av. J.-C. est transformé en oppidum au deuxième quart du IIe siècle av. J.-C. Un réseau d'oppida s'étend ensuite à partir de ce site en réoccupant d'anciens sites hallstatiens inoccupés. Ce processus de réimplantation est une entreprise de colonisation urbaine planifiée qui ne correspond pas à un modèle évolutif mais coordonné par un pouvoir central fort. Les Boïens, chassés d'Italie après la défaite de 191 avant l’ère commune, pourraient être à l'origine de ce processus d'urbanisation fortifiée. 
Dans le plateau suisse, le développement d'un réseau de communication actif qui associe voies fluviales et voies terrestres conduit à l'essor des agglomérations. Cependant, l'implantation du modèle des oppida y est plus tardif et concerne d'abord des points stratégiques avant de s'étendre aux agglomérations situées dans les plaines.

### Chute des cités celtiques
Au Ier siècle av. J.-C., les cités celtiques, à leur apogée, sont fragilisées par les rivalités internes et les ambitions expansionnistes de leurs aristocraties. Ce système, concentré autour des oppida, repose sur une élite peu nombreuse : la prise d’un centre fortifié entraîne souvent la chute de toute la cité. Les Boïens illustrent cette dynamique : après avoir étendu leur contrôle en Pannonie par un réseau stratégique d’oppida, ils affaiblissent leur base en Bohême, où les sites déclinent. Vaincus vers 41-40 av. J.-C. par les Géto-Daces de Burebista, ils perdent leur puissance et leur territoire autour du lac de Neusiedl est abandonné.
Certains groupes boïens migrent, s’installant en Gaule comme clients des Éduens, ou rejoignant d’autres peuples celtiques dans des expéditions. Globalement, les populations celtiques d’Europe centrale ne disparaissent pas, mais s’intègrent aux ensembles germaniques, laissant un héritage culturel durable. Plusieurs capitales modernes (Prague, Bratislava, Budapest, Belgrade) sont implantées sur d’anciens oppida.
En Gaule, l’intervention romaine face aux Helvètes et à Arioviste conduit à la conquête par César, facilitée par l’existence de cités structurées et d’un réseau d’oppida. L’urbanisation et l’organisation centralisée permettent à Rome de maintenir et adapter ces structures, favorisant parfois l’émancipation de petites cités. Beaucoup d’oppida deviennent les noyaux des villes gallo-romaines (Paris, Reims, Poitiers, etc.), et leurs territoires restent la base des divisions administratives jusqu’à l’époque moderne.

## Restructuration urbaine

### Fortifications
Les fortifications des oppida remplissent à la fois une fonction défensive et symbolique. Leur construction associe généralement un parement extérieur en pierre, une armature en bois et un remblai de terre ou de pierres. Le type le plus caractéristique en Gaule est le murus gallicus, décrit par César lors du siège d’Avaricum, identifiable par les longs clous de fer fixant les poutres à leur croisement. En Europe centrale, un autre modèle hérité de l’âge du Bronze utilise un parement renforcé par des poutres verticales.
La hauteur moyenne des remparts est d’environ 4 mètres, pour une épaisseur comparable, et ils sont couronnés d’un parapet et de tours en bois. Les entrées, points vulnérables, sont aménagées de façon à permettre une défense latérale, avec des couloirs protégés et des portes surmontées de tours. Dans certaines régions, notamment au nord de la Gaule et en Europe centrale tardive, on trouve des fortifications constituées d’une simple levée de terre précédée d’un large fossé, probablement sous influence romaine.

### Organisation interne
Les grands oppida couvrent souvent plus de 100 hectares, certains dépassant largement cette superficie (Heidengraben (en) : 1 500 ha ; Manching : 380 ha). L’espace n’est pas entièrement bâti : des zones libres servent de refuge temporaire pour les populations et les troupeaux. L’organisation interne, souvent planifiée dès la fondation, distingue des secteurs à fonction religieuse, des quartiers résidentiels pour l’élite, des zones artisanales proches des portes, et des espaces pour les marchés, probablement liés aux fêtes religieuses. Les voies de circulation, adaptées au terrain, ne suivent que rarement un plan orthogonal.
Les constructions sont principalement en bois, avec ossature en charpente et parois en clayonnage enduit d’argile, parfois sur soubassements de pierre. Malgré l’usage de matériaux périssables, l’architecture pouvait être monumentale et soignée, comparable dans son aspect aux villes méditerranéennes, auxquelles les oppida empruntent certaines fonctions.

### Nécropoles et pratiques funéraires
Avec l’essor des oppida, les grandes nécropoles se raréfient. Les sépultures connues sont souvent antérieures à la fondation des sites fortifiés. Dans quelques cas, comme à Stradonice, on a trouvé des incinérations sans mobilier, dont l’attribution aux habitants reste incertaine. Certaines tombes aristocratiques, situées près de grands oppida (par exemple au Titelberg), rappellent les sépultures princières hallstattiennes, mais la majorité des rites se traduit par de simples dépôts de cendres, difficiles à identifier.

### Territoire et habitat rural
Chaque oppidum contrôle un territoire comprenant plusieurs dizaines de vici (villages) et de nombreuses fermes isolées. Ces établissements ruraux, connus par l’archéologie et la photographie aérienne, associent bâtiments d’habitation, dépendances et enclos. Le statut juridique des terres reste incertain : certaines hypothèses suggèrent une propriété communautaire avec concessions gérées par l’autorité publique ou religieuse.

## Société

### Pouvoir
La société au temps des oppida est dominée par une aristocratie composée de deux groupes principaux : les druides, détenteurs de la fonction religieuse, et les chevaliers, qui assurent le commandement militaire. Les druides, exempts d’impôts et de service militaire, jouent aussi un rôle politique et judiciaire. La royauté héréditaire décline progressivement au profit de systèmes oligarchiques, comme chez les Éduens, où le vergobret est élu pour un an et assisté d’un conseil aristocratique.
Les relations entre cités reposent sur des alliances ou des liens de clientèle. Le système de clientèle structure aussi la société interne, avec les ambactes (dépendants proches du servage) et les clients, qui conservent une autonomie juridique partielle. Le prestige et le poids juridique d'un aristocrate dépendait du nombre d'ambactes et de clients qui lui sont liés, ce nombre sert à définir le « prix d'honneur » de l'individu. Cette aristocratie toute-puissante domine la société gauloise du Ier siècle av. J.-C. dont le contrôle s'exerce sur la vie spirituelle, politique et économique d'un groupe.

### Cavalerie et armée
Dès le IIe siècle av. J.-C., certaines cités entretiennent des unités permanentes de cavalerie financées par l’État ou par de grands aristocrates. Ces cavaliers, équipés de selles, d’éperons, de cottes de mailles et armés d’épées longues, constituent une force d’élite, recherchée comme auxiliaire par Rome. Leur élimination progressive dans les conflits prolongés affaiblit durablement la puissance militaire des cités.